# Пионтек, Зепп
Йозеф Эмануэль Хубертус «Зепп» Пио́нтек (нем. Josef Emanuel Hubertus «Sepp» Piontek; род. 5 марта 1940, Бреслау, Пруссия) — немецкий футболист, тренер.

## Карьера
Сын польского футболиста Леонарда Пёнтека. Карьеру футболиста провёл в клубе «Вердер». В общей сложности сыграл 278 матчей, забил 16 мячей. Играл на позиции защитника.
В качестве тренера с 1971 по 1979 год работал с немецкими футбольными командами «Вердер», «Фортуна» и «Санкт-Паули», сборной Гаити. Наибольших успехов в тренерской карьере достиг со сборной командой Дании, в которой Пионтек работал с 1979 по 1990 год. Под руководством Пионтека команда Дании провела 115 международных матчей и впервые приняла участие в финальной стадии чемпионата мира по футболу (1986). В эти годы датская сборная получила прозвище «Датский динамит».
Будучи тренером сборной Дании, Пионтек постоянно находился в разъездах, просматривая интересующих его датских игроков, беседуя с их клубными тренерами и даже улаживая конфликты между игроками и руководствами их клубов.
После отставки из сборной Дании в 1990 году тренировал сборную команду Турции, ФК «Бурсаспор», ФК «Ольборг», ФК «Силькеборг» и сборную Гренландии.